# Río Bravo
El Río Bravo en México o Río Grande en Estados Unidos, es un largo río del sur de Estados Unidos y norte de México que fluye en dirección sur y sureste a través de Colorado y Nuevo México hasta llegar a la ciudad de El Paso (Texas), a partir de donde forma la frontera meridional del estado de Texas y la frontera septentrional de los estados mexicanos de Chihuahua, Coahuila, Nuevo León y Tamaulipas, hasta desembocar en el golfo de México (océano Atlántico). Con 3034 km de longitud, es el cuarto río más largo de América del Norte.
Después de atravesar el estado de Nuevo México, el río Bravo se convierte en la frontera entre Estados Unidos y México, entre el estado de Texas y los estados del norte de México de Chihuahua, Coahuila, Nuevo León y Tamaulipas; además, un segmento corto del río Bravo es un límite estatal parcial entre los estados de Nuevo México y Texas. Desde mediados del siglo XX, solo el 20 % del agua del río Bravo llega al golfo de México, debido al voluminoso consumo de agua necesario para regar las tierras agrícolas (por ejemplo, el valle del Río Grande)
y para hidratar continuamente las ciudades. Dichos usos del agua son adicionales a los depósitos de agua retenida por las presas derivadoras.

## Geografía

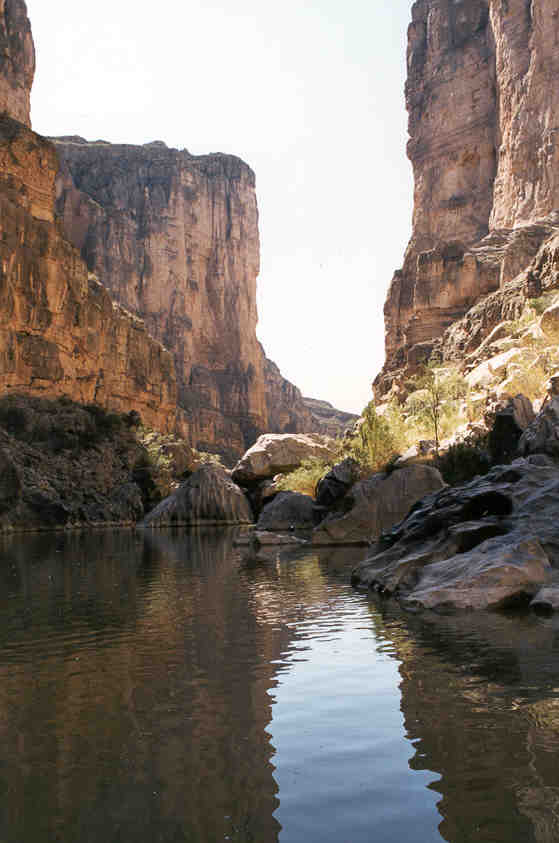
El río Bravo en el parque nacional Big Bend.

Nace en las montañas de San Juan, en el suroeste de Colorado. Fluye un corto tramo hacia el este y entra en el valle de San Luis donde gira hacia el sur entrando en Nuevo México. Pasa cerca de la capital del estado, Santa Fe, y por la ciudad más poblada Albuquerque. Atraviesa todo el estado y empieza a formar la frontera entre Texas y Chihuahua, pasando por las ciudades gemelas de El Paso (Texas) y Ciudad Juárez (Chihuahua) y siguiendo en dirección sureste recibe al río Conchos por la derecha en Ojinaga. A partir de ahí gira bruscamente hacia el noreste empezando a formar la frontera entre Coahuila y Texas, recibe al río Pecos y gira nuevamente hacia el sureste. Pasa por las ciudades de Ciudad Acuña y Piedras Negras, forma un pequeño tramo de la frontera entre Texas con Nuevo León, y por último con Tamaulipas, donde pasa por las ciudades gemelas de Laredo-Nuevo Laredo, McAllen-Reynosa y Brownsville-Matamoros, desembocando poco después en el golfo de México (océano Atlántico).

## Historia

### El río Bravo ancestral
Las cuencas sedimentarias que forman el moderno Valle del río Bravo no se integraron en un único sistema fluvial que drenara hacia el Golfo de México hasta tiempos geológicos relativamente recientes. En su lugar, las cuencas formadas por la apertura de la grieta del Río Grande fueron inicialmente bolsones, sin drenaje externo y con una playa central. Un río axial existió en la cuenca de Española hace ya 13 millones de años, llegando a la cuenca de Santo Domingo hace 6,9 millones de años. Sin embargo, en esta época, el río drenó en una playa en el sur de la cuenca de Albuquerque, donde depositó la Formación Popotosa. El tramo superior de este río correspondía al moderno Río Chama, pero hace 5 millones de años, un ancestral Río Grande que drenaba las montañas ori
tales de San Juan se había unido al ancestral Río Chama.
El río Bravo ancestral integró progresivamente cuencas hacia el sur, alcanzando la cuenca de Mesilla hace 4,5 millones de años y la cuenca de Palomas hace 3,1 millones de años, formando el lago Palomas. A continuación, se produjo la captura del río por un afluente del río Pecos, con lo que el río Bravo fluyó hacia Texas hace 2,06 millones de años, y finalmente se unió al río Pecos hace 800.000 años, que drenó en el Golfo de México. El vulcanismo en la meseta de Taos redujo el drenaje de la cuenca de San Luis hasta un evento de desbordamiento hace 440.000 años que drenó el lago Alamosa y reintegró completamente la cuenca de San Luis en la cuenca del Río Bravo.

### Antes del contacto europeo
Los yacimientos arqueológicos de la primera presencia humana en el valle del Río Grande son escasos, debido a la cultura nómada indígena tradicional, a la incisión del río del Pleistoceno y del Holoceno o al enterramiento bajo la llanura de inundación del Holoceno. Sin embargo, se conservan algunos yacimientos tempranos en West Mesa, en el lado oeste del río Grande, cerca de Albuquerque. Entre ellos se encuentran los yacimientos de Folsom, que posiblemente datan de alrededor de 10.800 a 9700 a. C., y que probablemente eran yacimientos de corta duración, como los de matanza de búfalos. La conservación es mejor en las cuencas que flanquean el valle del Río Grande, donde se han identificado numerosos sitios de la cultura Folsom y un número mucho menor de sitios de la cultura Clovis anteriores. Los grupos paleoindios posteriores incluyeron las culturas Belén y Cody, que parecen haber aprovechado el valle del Río Grande para las migraciones estacionales y pueden haberse asentado de forma más permanente en el valle.
Las culturas paleoindias dieron paso a la tradición arcaica Oshara a partir del año 5450 a. C. Los Oshara comenzaron a cultivar el maíz entre el 1750 y el 750 a. C., y sus asentamientos se hicieron más grandes y permanentes.
La sequía provocó el colapso de la cultura del Pueblo Ancestral, en el Cañón del Chaco y en otros lugares de la región de las Cuatro Esquinas, alrededor de 1130 EC. Esto condujo a una migración masiva de los Ancestrales Pueblo hacia el Río Grande y otros valles más fértiles del suroeste, compitiendo con otras comunidades indígenas, como los apaches, con territorio en el Valle del río Bravo. Esto condujo a décadas de conflicto (el Período de Coalición), la eventual fusión de culturas, y el establecimiento de la mayoría de los pueblos tanoanos y keresanos del valle del río Bravo. A esto le siguió el Periodo Clásico, desde aproximadamente 1325 CE hasta 1600 CE y la llegada de los españoles. El valle superior del Río Grande se caracterizaba por periodos ocasionales de extrema sequía, y los habitantes humanos hacían un uso extensivo de jardines enrejados y diques de contención para estirar el incierto suministro de agua.

### Exploración española
En 1519, una expedición naval española a lo largo de la costa noreste de México cartografió las desembocaduras de varios ríos, incluido el Río Bravo. En 1536, el río Bravo apareció por primera vez en un mapa de la Nueva España elaborado por un cartógrafo real español. En el otoño de 1540, una expedición militar del Virreinato de Nueva España dirigida por Francisco Vásquez de Coronado, gobernador de Nueva Galicia, llegó a los pueblos Tiwa a lo largo del Río Bravo en el futuro Nuevo México. El 12 de julio de 1598, Don Juan de Oñate y Salazar estableció la colonia novohispana de Santa Fe de Nuevo México en la nueva aldea de San Juan de los Caballeros, adyacente al pueblo Ohkay Owingeh, en la confluencia del Río Bravo y el Río Chama. 

### Desde 1830

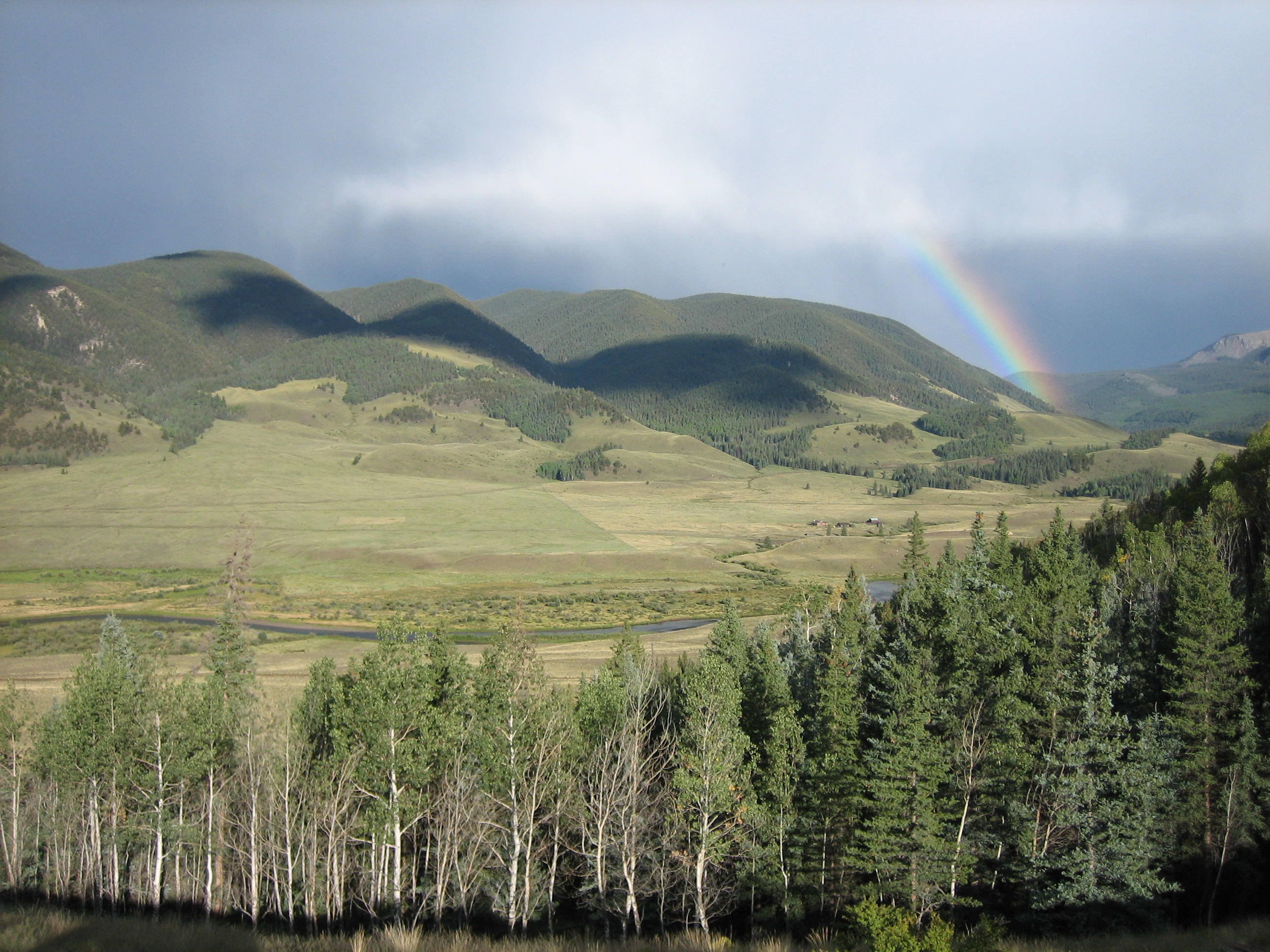
El Alto río Grande (río Bravo) cerca de Creede, Colorado.

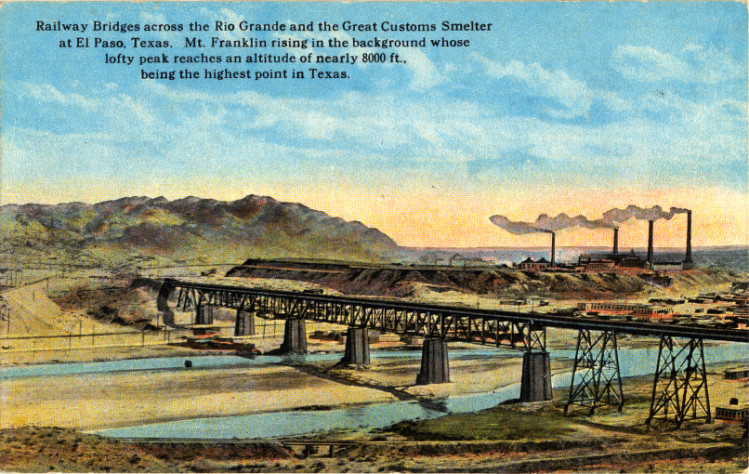
Puentes de ferrocarril y la Gran Fundición de Aduanas (tarjeta postal, circa 1916)

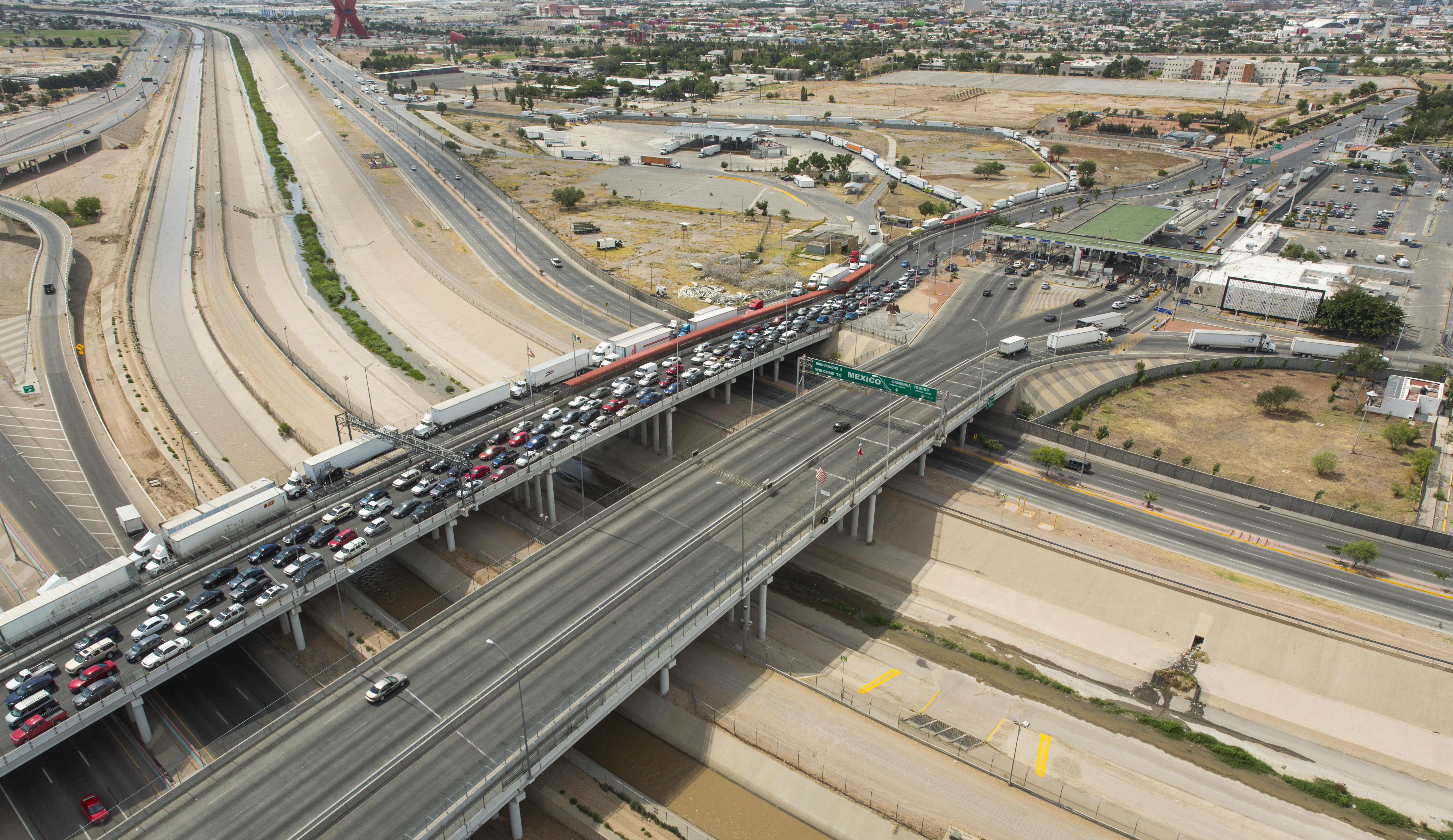
Puente de las Américas de El Paso, Estados Unidos a Ciudad Juárez, México. (2016).

Durante el final de la década de 1830 y principio de la de 1840, este río es causa del conflicto entre la República de Texas y México, ya que la primera establecía su frontera sur en este río, y México su frontera norte en el río Nueces, más hacia el norte. A finales de 1845 la República de Texas pasa a formar parte de los Estados Unidos, por lo que ahora es todo el país el que está en guerra con sus vecinos del sur (Intervención estadounidense en México). Como la guerra la ganan los del norte en 1848, la frontera entre ambos países la formará el río Bravo, desde las ciudades gemelas de El Paso (Texas) y Ciudad Juárez (Chihuahua) hasta el golfo de México.

### Derechos de agua del Río Grande/Río Bravo (1900-actualidad)
Tras la aprobación del Proyecto Río Grande por parte de los legisladores federales de Estados Unidos en 1905, las aguas del Río Grande debían repartirse entre los estados de Nuevo México y Texas en función de su respectiva cantidad de tierra regable. El proyecto también concedió 74 millones de metros cúbicos (60.000 acres-pies) de agua anualmente a México en respuesta a las demandas del país. Con ello se pretendía poner fin a los muchos años de desacuerdo en relación con los derechos sobre el caudal del río y la construcción de una presa y un embalse en varios puntos del río entre los intereses agrícolas del Valle de Mesilla y los de El Paso y Juárez. En el acuerdo se estipuló la construcción de la presa Elephant Butte en tierras públicas. Este acto fue el primer caso de asignación de un río interestatal dirigido por el Congreso norteamericano de EE. UU. (aunque Nuevo México no alcanzaría la condición de estado hasta 1912).
Tras la admisión de Nuevo México en la unión de EE. UU., el aumento de los asentamientos del Río Grande más al norte, en Colorado y cerca de Albuquerque, el Pacto del Río Grande de 1938 se desarrolló principalmente por la necesaria revocación del embargo del Río Grande, entre otras cuestiones[25] Aunque tanto Colorado como Nuevo México estaban inicialmente deseosos de comenzar las negociaciones, se rompieron sobre si se debía permitir a Texas unirse a las negociaciones en 1928, aunque tenía representantes presentes. En un esfuerzo por evitar el litigio del asunto en el Tribunal Supremo de los EE. UU., se firmó un acuerdo provisional en 1929 que establecía que las negociaciones se reanudarían una vez que se construyera un embalse en la línea estatal entre Nuevo México y Colorado. La construcción de éste se retrasó por el crack del mercado de 1929. En 1935, las negociaciones se estancaron y Texas demandó a Nuevo México por este asunto, lo que provocó la intervención del presidente de los EE. UU. Franklin D. Roosevelt, que creó la Investigación Conjunta del Río Grande, cuyos resultados contribuyeron a la firma del acuerdo definitivo. El Pacto del Río Grande de 1938 preveía la creación de una comisión de pacto, la creación de estaciones de medición a lo largo del río para garantizar los caudales del Colorado a Nuevo México en la frontera estatal y de Nuevo México al embalse (reservoir) de Elephant Butte, y el agua una vez allí quedaría bajo la regulación del Proyecto del Río Grande, que garantizaría el suministro a Texas y México. Se creó un sistema de débitos y créditos para contabilizar las variaciones en el agua suministrada. El pacto sigue vigente hoy en día, aunque ha sido modificado en dos ocasiones.
En 1944, Estados Unidos y México firmaron un tratado sobre el río. Debido a las condiciones de sequía que han prevalecido durante gran parte del siglo XXI, los habitantes de Nuevo México, México y Texas han pedido que se reexamine este tratado. Texas, al ser el estado con menos control sobre la vía fluvial, ha sufrido un déficit de suministro de agua desde 1992.
El 2 de octubre de 1968 el gobierno estadounidense declaró como río salvaje y paisajístico nacional un tramo de 89,6 km que discurre por Nuevo México. El 10 de noviembre de 1978 se añadió a la declaración un segundo tramo de 307,6 km y el 4 de mayo de 1994 un tercer tramo de 20,1 km (paisajístico), también ubicados en el estado de Nuevo México.
En 1997, EE. UU. designó al Río Grande como uno de los Ríos del Patrimonio Americano (American Heritage Rivers). Dos partes del Río Grande han sido designadas Sistema Nacional de Ríos Salvajes y Escénicos (National Wild and Scenic Rivers System), una en el norte de Nuevo México y la otra en Texas, en el Parque Nacional de Big Bend.
El 11 de septiembre de 1997 el presidente Bill Clinton incluyó este río como uno de los catorce que integran el sistema de ríos del patrimonio estadounidense.
A mediados de 2001, se formó un banco de arena de 100 metros de ancho en la desembocadura del río, lo que supuso la primera vez en la historia que el Río Grande no desembocaba en el Golfo de México. El banco de arena fue dragado, pero volvió a formarse casi inmediatamente. Las lluvias primaverales del año siguiente arrastraron el banco de arena reformado hacia el mar, pero volvió a aparecer a mediados de 2002. A finales de 2003, el río volvió a llegar al Golfo.

### Futuro incierto

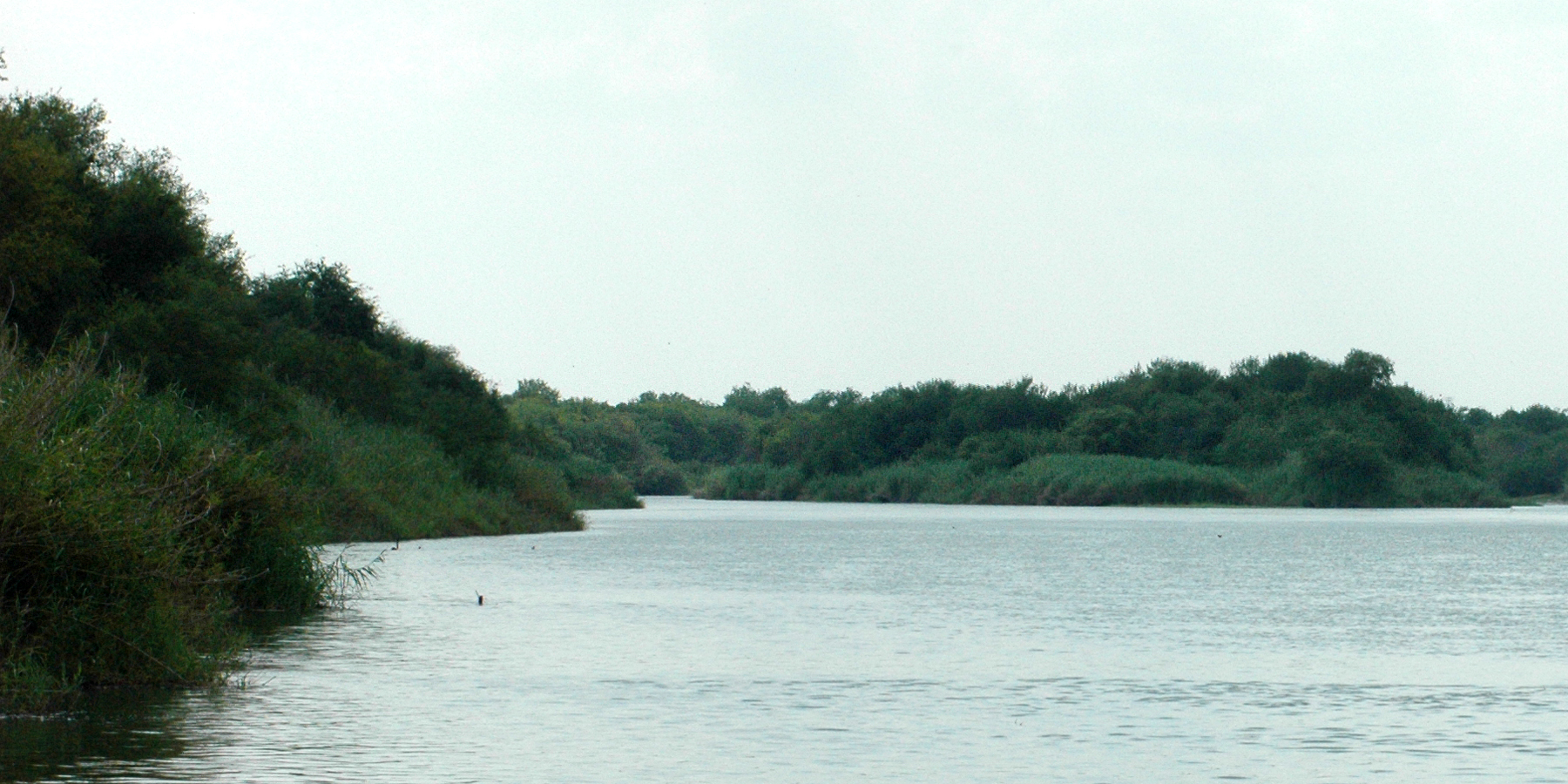
El Río Bravo al sureste de la presa Falcon, municipio de Mier, Tamaulipas, México (12 de agosto de 2007).

El agua del Río Grande está sobreaprovechada: es decir, existen más usuarios para el agua que agua en el río. Debido tanto a la sequía como a la sobreexplotación, el tramo que va de El Paso hacia abajo, pasando por Ojinaga, se seca con frecuencia, y recientemente ha sido calificado como "El río olvidado" por quienes desean llamar la atención sobre el estado de deterioro del río.
En 2022, debido al aumento de la sequía y el uso del agua, la deuda de agua con Texas aumentó de 31.000 acres-pies a más de 130.000 acres-pies desde 2021, a pesar de "los esfuerzos muy significativos que se hicieron en el río este año para mantener el flujo de agua aguas abajo". En respuesta, Nuevo México aumentó su oferta de programas para subsidiar a los agricultores que dejan sus campos en barbecho en lugar de plantar cultivos, lo que utiliza agua adicional; la ciudad de Albuquerque cerró su desvío de suministro doméstico y cambió a un bombeo completo de agua subterránea en 2021.
Además, en 2022, comenzarán las obras de reparación de la presa de El Vado, momento en el que no estará disponible para el almacenamiento, reduciendo la capacidad del sistema en unos 180.000 acres-pies. El MRGCD ha solicitado el almacenamiento de "agua nativa" aguas abajo en el embalse de Abiquiu, que normalmente sólo almacena aguas importadas a la cuenca del Río Grande desde la cuenca del Río Colorado a través del Proyecto San Juan-Chama.
El embalse de Elephant Butte, el principal embalse de almacenamiento en el Río Grande, fue reportado en el 13,1% de su capacidad a partir del 1 de mayo de 2022 [34] En noviembre de 2021, el embalse fue reportado en sólo el 5,9% de su capacidad . En noviembre de 2021, el embalse albergaba solo un 5.9% de su capacidad.

## Modificaciones del río

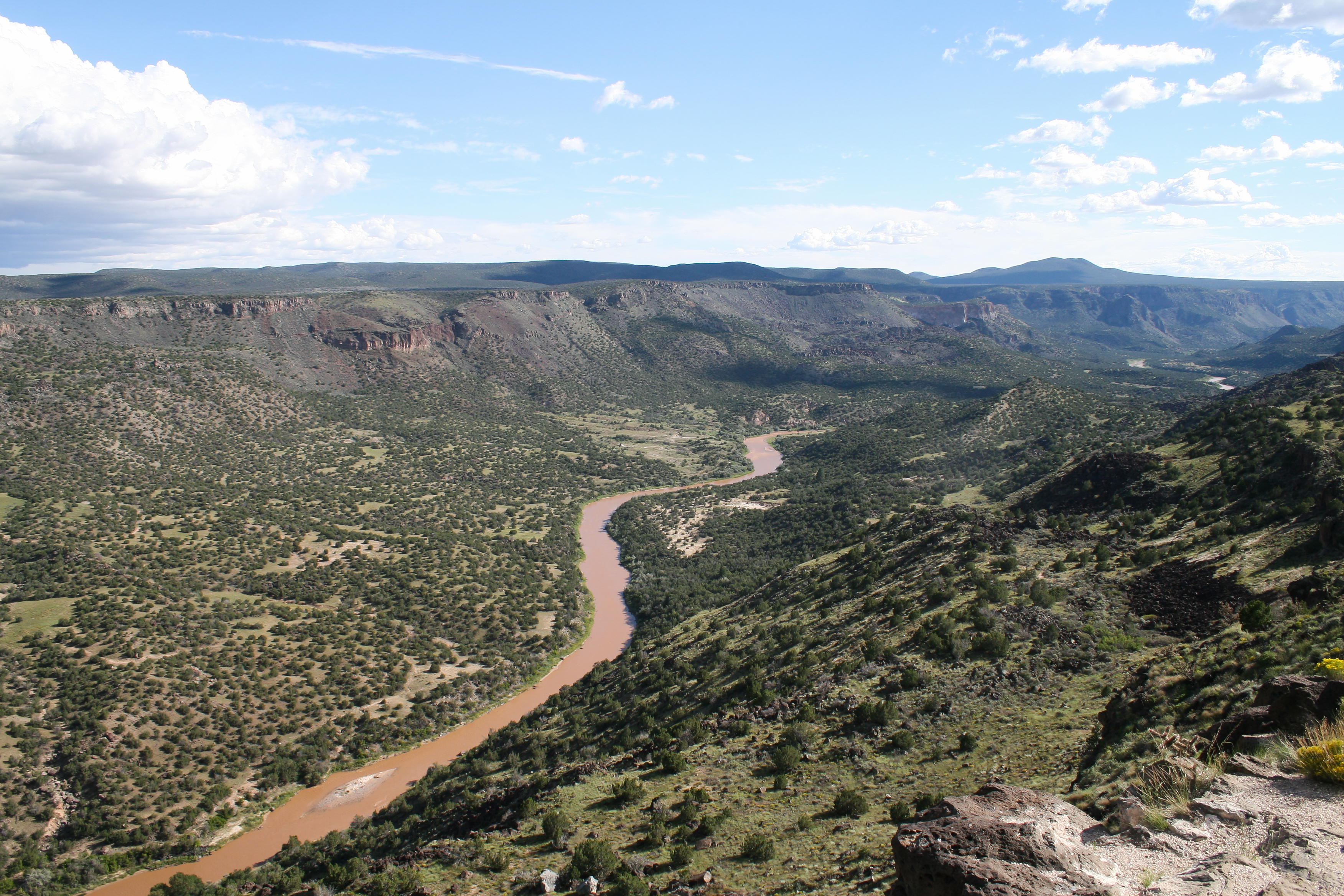
Vista del Río Grande desde el Parque Overlook, White Rock, Nuevo México

Estados Unidos y México comparten las aguas del río en virtud de una serie de acuerdos administrados por la Comisión Internacional de Límites y Aguas ([nternational Boundary and Water Commission, IBWC en inglés), Estados Unidos-México. Los tratados más notables se firmaron en 1906 y 1944. La IBWC tiene sus raíces institucionales en 1889, cuando se estableció el Comité Internacional de Límites para mantener la frontera. En la actualidad, la IBWC también reparte las aguas fluviales entre las dos naciones y se encarga del control de las inundaciones y del saneamiento del agua.
El uso de esa agua perteneciente a Estados Unidos está regulado por el Pacto del Río Grande, un pacto interestatal entre Colorado, Nuevo México y Texas.

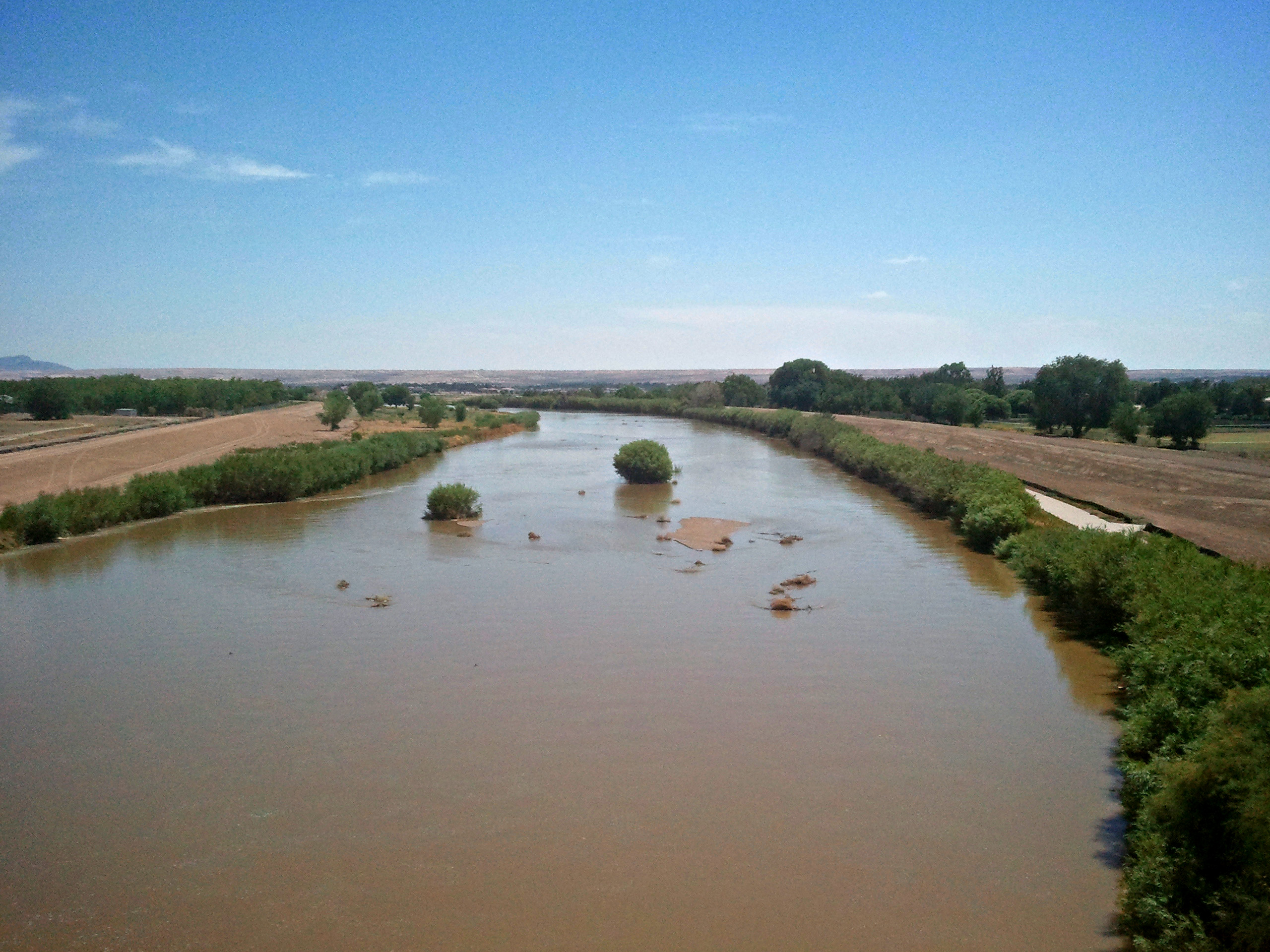
Río Grande en el oeste de El Paso, cerca de la frontera con el estado de Nuevo México.

Las presas del Río Grande incluyen la presa de Río Grande, la presa de Cochiti, la presa de Elephant Butte, la presa de Caballo, la presa de Amistad, la presa de Falcon, la presa de Anzalduas y la presa de Retamal. En el sur de Nuevo México y en la parte superior del segmento fronterizo de Texas, el caudal del río disminuye. Los desvíos, principalmente para la irrigación agrícola, han aumentado la disminución natural del caudal de tal manera que cuando el río llega a Presidio, queda poca o ninguna agua. Por debajo de Presidio, el Río Conchos restablece el flujo de agua. Cerca de Presidio, la descarga del río es frecuentemente nula. Su descarga media es de 5 m3/s (178 pies cúbicos/s), frente a los 27 m3/s (945 pies cúbicos/s) de la presa de Elephant Butte. Complementada por otros afluentes, la descarga del Río Grande aumenta hasta su media anual máxima de 99 m3/s (3.504 pies cúbicos/s) cerca de Rio Grande City. Las grandes desviaciones para el riego por debajo de Rio Grande City reducen el caudal medio del río a 25 m3/s (889 pies cúbicos/s) en Brownsville y Matamoros.

## Cambio climático
Durante gran parte del tiempo desde que se introdujeron los derechos de agua en la década de 1890, el Río Grande fluyó a través de Las Cruces de febrero a octubre cada año, pero esto está sujeto al cambio climático.  En 2020, el río fluyó sólo de marzo a septiembre. En enero de 2021, el Distrito de Riego de Elephant Butte (Ebid) preveía que la escasez de agua implicaría que el río sólo fluyera por Las Cruces de junio a julio. La escasez de agua está afectando al ecosistema local y poniendo en peligro especies como los álamos y el mosquero del suroeste.

## Lugares de cruce
Los principales pasos fronterizos internacionales a lo largo del río son los de Ciudad Juárez y El Paso; Presidio y Ojinaga; Laredo y Nuevo Laredo; McAllen y Reynosa; y Brownsville y Matamoros. Otras ciudades fronterizas notables son los pares de Texas/Coahuila de Del Río-Ciudad Acuña y Eagle Pass-Piedras Negras.

## Nombres y pronunciación

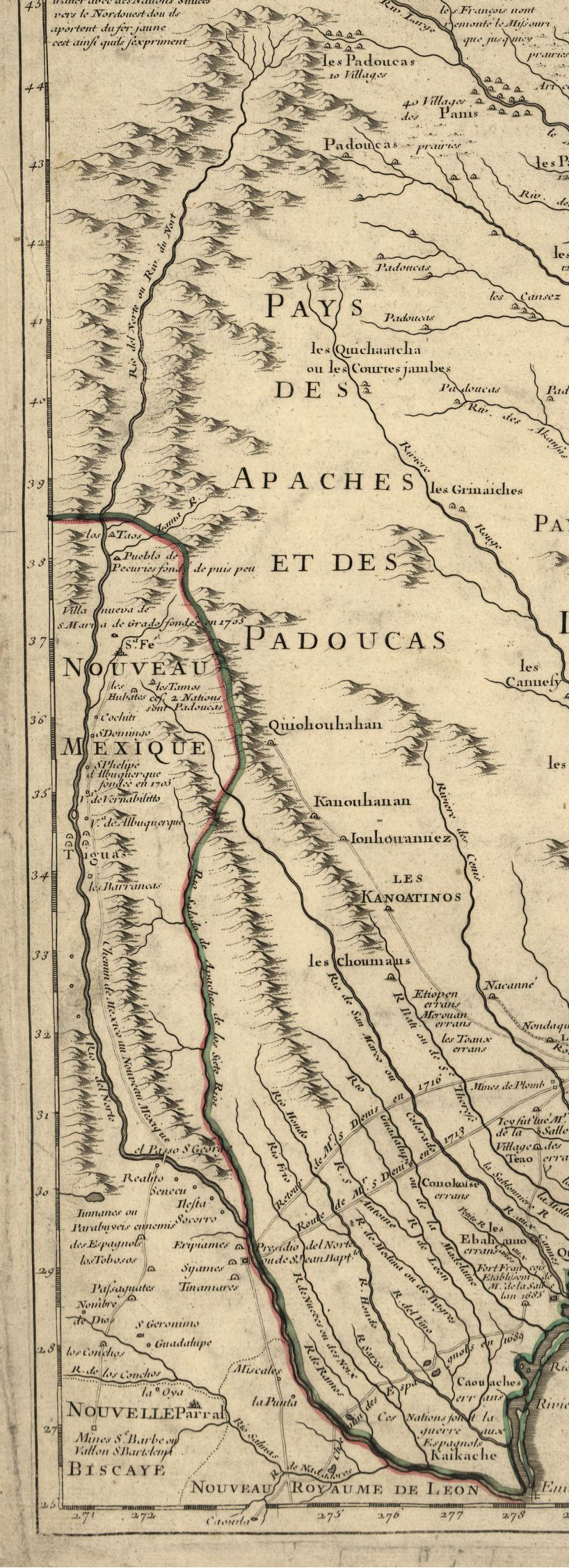
El Río Grande (Río del Norte) tal y como fue cartografiado en 1718 por Guillaume de L'Isle.

En inglés, Río Grande se pronuncia /ˈriːoʊ ˈɡrænd/ o /ˈriːoʊ ˈɡrɑːndeɪ/.
En México se le conoce como Río Bravo o Río Bravo del Norte.
Históricamente, los pueblos Pueblo y Navajo también tenían nombres para el Río Grande/Río Bravo:
- mets'ichi chena, Keresan, "río grande"
- posoge, Tewa, "Río Grande"
- paslápaane, Tiwa, "Río Grande"
- hañapakwa, Towa, "Grandes Aguas"

Los cuatro nombres de los pueblos son probablemente anteriores a la entrada de los españoles por varios siglos.
- Tó Baʼáadi, Navajo, "Río Femenino" (la dirección sur es femenina en la cosmología Navajo).[26]

El término Río del Norte se utilizó más comúnmente para el Río Grande superior (aproximadamente, dentro de las fronteras actuales de Nuevo México) desde la época colonial española hasta el final del período mexicano a mediados del siglo XIX. Este uso fue documentado por primera vez por los españoles en 1582. Los primeros colonos americanos del sur de Texas empezaron a utilizar el nombre moderno "inglés" de Río Grande. A finales del siglo XIX, en Estados Unidos, el nombre Río Grande se había convertido en un estándar al aplicarse a todo el río, desde el Colorado hasta el mar.
Por otro lado ya en 1602, el término Río Bravo se había convertido en el nombre español estándar para el río inferior, por debajo de su confluencia con el Río Conchos, aunque con el tiempo se habría extendido al todo el cuerpo de agua; cabe aclarar que Río Bravo es el nombre tradicional usado para este río en castellano aunque en otros idiomas se emplea la versión estadounidense de Río Grande por influencia de dicha país, aunque se recomienda el uso del topónimo tradicional en español para dicho río.

## Navegación
El río Bravo no es navegable, ya que tanto la profundidad como la anchura y los obstáculos en el cauce dificultan su uso para la navegación fluvial.

## Economía
En el extremo sur de Texas, en la orilla norte del río Bravo se encuentra el Valle del Río Grande donde se cultiva muy productivamente algodón, uvas, sorgo, maíz y azúcar. También es un lugar muy turístico.

## Principales afluentes
- Río Conchos (México)
- Río Pecos (Estados Unidos)